# Rina Satō
Rina Satō (佐藤 利奈 Satō Rina?) es una seiyū que nació el 2 de mayo de 1981 en Fukuoka, Japón.

## Roles interpretados
El orden de esta lista es personaje, serie
- Kirigakure Shura , Ao no Exorcist
- Kirigakure Shura , Ao no Exorcist: Kyoto Fujō Ō-hen
- Chizuru Mochizuki , Nyan Koi!
- Haruka Minami, Minami-ke
- Haruka Minami, Minami-ke: Okawari
- Haruka Minami, Minami-ke: Okaeri
- Sayako Kuwahara,
- Ren-tan, Binchotan
- February, Coyote Rag-time Show
- Tanaka Punie, Dai Maho Toge
- Prime Snowlight, Divergence EVE
- Prime Snowlight, Divergence EVE - Misaki Chronicle
- Negi Springfield, Negima
- Tsutako Takeshima, Maria-sama ga Miteru
- Takeshima Tsutako, Maria-sama ga Miteru
- Takeshima Tsutako, Maria-sama ga Miteru ~Haru~
- Kusakabe Yuki, To Heart 2
- Irie, ZEGAPAIN
- Ema Asahina, Brothers Conflict
- Ange Ushiromiya, Umineko no Naku Koro ni
- Misaka Mikoto, To Aru Kagaku no Railgun
- Misaka Mikoto, To Aru Majutsu no Index
- Misaka Mikoto, To Aru Kagaku no Railgun S
- Misaka Mikoto, To Aru Majutsu no Index II
- Misaka Mikoto, To Aru Majutsu no Index Endyumion no Kiseki MOVIE
- Misaka Mikoto, To Aru Majutsu no Index III
- Misaka Mikoto, To Aru Kagaku no Railgun T
- Rei Hino/Sailor Mars , Sailor Moon Crystal
- Rei Hino/Sailor Mars , Pretty Guardian Sailor Moon Eternal
- Rei Hino/Sailor Mars , Pretty Guardian Sailor Moon Cosmos: The Movie
- Ibuki Ikaruga, Asu no Yoichi
- Kaoru Tanamachi, Amagami SS
- Satou, Mayoi Neko Overrun!
- Taki Tooru Natsume Yūjin-Chō
- Emile De Rochefor(Lili) , Queens Gate Spiral Chaos
- Kaoru Tanamachi , Amagami SS+
- Isanami , Brave 10
- Naomi Nakashima , Saga Corpse Party
- Risty Elle de Sylphide , Hagure Yuusha no Estetica
- Naoya Tōhara Astarotte no Omocha!
- Hana/Alpha , Kamisama no Inai Nichiyoubi'
- Vert/Green Heart, Hyperdimension Neptunia
- Reimu Hakurei, Koumajou Densetsu II: Stranger's Requiem
- Elvira , Buddy Complex
- Rook Banjo Crossfield (Niño); Tamaki Chieno, Phi Brain - Kami no Puzzle
- Tsukasa , Nourin
- Mayumi Nishikino , Bokura Wa Minna Kawaisou
- Malna , Blade & Soul (cap.5)
- Baby 5 , One Piece
- Botan ,  Donten ni Warau
- Akane Sakurai , Girlfriend (Beta)
- Misaka Mikoto , Dengeki Bunko Fighting Climax
- Ryou Machiko  , Koufuku Graffiti
- Senkawa Chihiro , The Idolmaster Cinderella Girls
- Maura Chester , Rokka no Yuusha
- Presa , Tales of Xillia
- Nuri Tahiro ,  Sidonia no Kishi
- Martha Minerva ,  Maken-ki
- Yumie Hiragi , Seikon no Qwaser
- Sanae Chikage , Mind Zero
- Kureha, Gugure! Kokkuri-san
- Lendy Farolito , Heavy Object
- Momochi-san ,  Gintama
- Souffle Clearrail , Hundred
- Pora ,  Kuromukuro
- Honoka Maki , Kiznaiver
- Gundula Rall , Brave Witches
- Velvet Crowe , Tales of Berseria
- Hayato Kawajiri , Jojo Bizarre Adventure Diamond is Unbreakable
- Chie Hoshinomiya , Yokoso Jitsuryoku Shijo Shugi no Kyoshitsu e
- Yuri Tamura, Keppeki Danshi! Aoyama-kun
- Sae Sabachira , Youkoso Jitsuryoku Shijou Shugi no Kyoushitsu e
- Atsuko Oshieda, Aho Girl
- Mido , Sayonara no Asa ni Yakusoku no Hana wo Kazarou
- Ayaka Sunohara  ,  Sunohara-So no Kanrinin-san
- Makoto Niijima , Persona 5 y Persona 5: The Animation
- Captain Tsubasa 2018 , Natsuko Ozora
- Saint Seiya Saintia-sho , Mayura
- Egao no Daika, Layla
- Ueno-san Bukiyou, Nishihara
- Valkyrie Anatomia, Shakugan
- Genshin Impact, Eula
- Birdie Golf Girls, Haruka Misono
- Akiba Maid War, Ranko Mannen

## Música
- Interpretó el ending Kitto Ashita wa... de la serie Amagami SS, el cual apareció entre los episodios 5 y 8 de la serie.[1]